# Pharma.be
pharma.be is de naam van de grootste Belgische vereniging van farmaceutische bedrijven. De naam wordt steeds in kleine letters geschreven. Tot 2002 heette de vereniging AVGI (Algemene Vereniging van de Geneesmiddelenindustrie); maar gebruikelijker was de Franse afkorting AGIM (Association Générale de l'Industrie du Médicament).
Binnen het Belgische gezondheidsbestel behartigt pharma.be de belangen van de aangesloten bedrijven en werkt gedragsrichtlijnen uit waar de aangesloten bedrijven zich aan moeten houden. Een belangrijke doelstelling is het verbeteren van het imago van de researchgerichte farmaceutische industrie bij de overheid en de bevolking.
Van 2003 tot 2013 was Leo Neels CEO van pharma.be. Hij werd in april 2013 door Catherine Rutten opgevolgd. Zij werd in oktober 2020 door Caroline Ven opgevolgd. Van 2012 tot 2018 was Sonja Willems voorzitter.